# Волоста-Пятница
Во́лоста-Пя́тница — станция в Угранском районе Смоленской области России. Входит в состав Михалёвского сельского поселения. Население — 52 жителя (2007 год). 
Расположена в юго-восточной части области в 22 км к северу от Угры, в 4 км западнее автодороги Р132 Вязьма — Калуга — Тула — Рязань, на берегу реки Волоста. В 0,1 км западнее от деревни находится железнодорожная станция Волоста-Пятница на линии Торжок-Брянск.

## История
В годы Великой Отечественной войны деревня была оккупирована гитлеровскими войсками в октябре 1941 года, освобождена в марте 1943 года.